# Paradasyhelea brevipalpis
Paradasyhelea brevipalpis är en tvåvingeart som först beskrevs av Ingram och John William Scott Macfie 1931.  Paradasyhelea brevipalpis ingår i släktet Paradasyhelea och familjen svidknott. Inga underarter finns listade i Catalogue of Life.